# Friday Harbor
La ville de Friday Harbor est le siège du comté de San Juan, situé sur San Juan Island dans l'État de Washington, aux États-Unis.

## Personnalités liées à la ville
- Randal Bays, un compositeur et musicien américain
- Larry Clemmons, un scénariste et animateur américain
- Don DaGradi, un dessinateur et scénariste américain
- Andrew V. McLaglen, un réalisateur anglo-américain